# Tryfan
Tryfan är ett berg i Storbritannien.   Det ligger i kommunen Conwy och riksdelen Wales, i den södra delen av landet, 300 km nordväst om huvudstaden London. Toppen på Tryfan är 915 meter över havet, eller 194 meter över den omgivande terrängen. Bredden vid basen är 0,84 km.
Terrängen runt Tryfan är huvudsakligen kuperad.Runt Tryfan är det ganska tätbefolkat, med 60 invånare per kvadratkilometer. Närmaste större samhälle är Bangor, 15,3 km nordväst om Tryfan. Trakten runt Tryfan består i huvudsak av gräsmarker.